# Konrad Wittmann (Architekt)
Konrad Wittmann (* 6. Juni 1891 in Augsburg; † 17. April 1951 in New York) war ein deutscher Architekt, Maler, Kupferstecher, Autor und Hochschullehrer. Der Vertreter des Expressionismus wurde er nach der Emigration (mit seiner Ehefrau aus jüdischer Familie) Professor für Entwerfen an der New Yorker Kunsthochschule Pratt Institute.

## Leben

### Familie

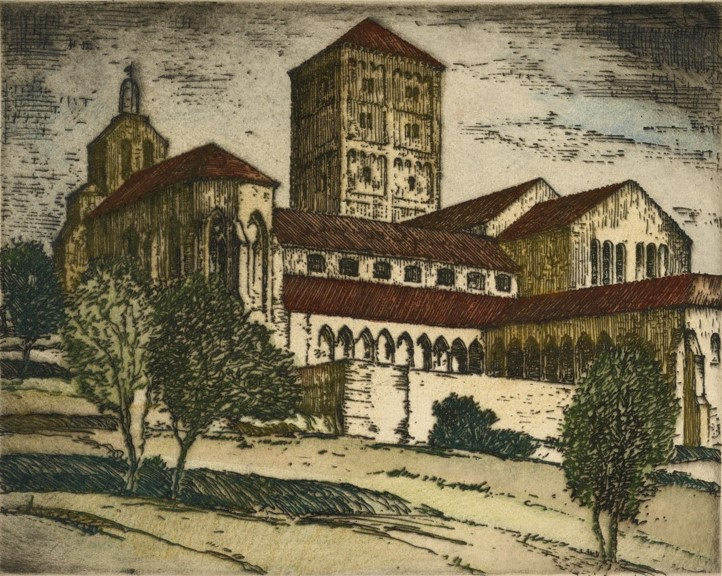
Kirche

Konrad Wittmann war der Sohn des gleichnamigen Kaufmanns in Augsburg.
Wittmann heiratete 1929 die aus einer jüdischen Familie stammende Marie Alice Dammann.

### Werdegang und Werke
Nach dem Schulbesuch in München studierte Konrad Wittmann Architektur an der Technischen Hochschule München, wo er mitten im Ersten Weltkrieg 1917 seine Diplom-Hauptprüfung ablegte. Nachdem er bereits ab 1914 als Soldat im Krieg gedient hatte, wurde er in den Jahren 1915 und 1916 für die Planung von Soldatenfriedhöfen eingesetzt, sowie 1917 und 1918 für die Inventarisierung von Kunstdenkmälern in Belgien.

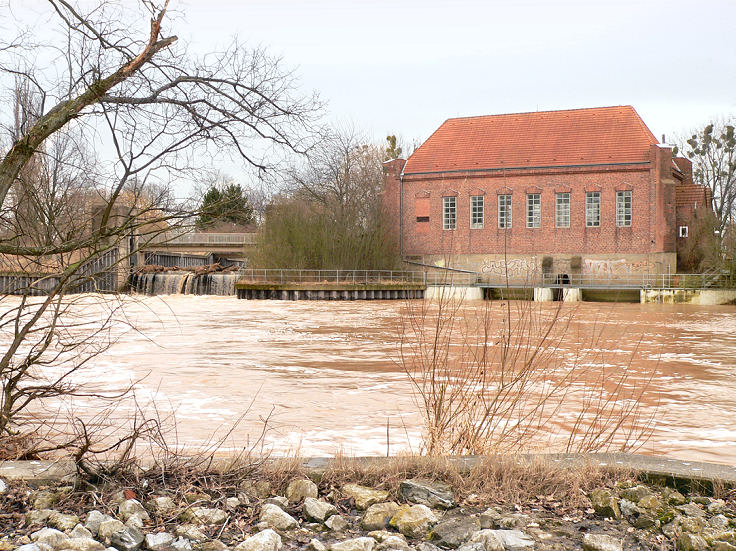
Um 1921: Mitwirkung am Wasserkraftwerk am Schnellen Graben in der Ricklinger Masch

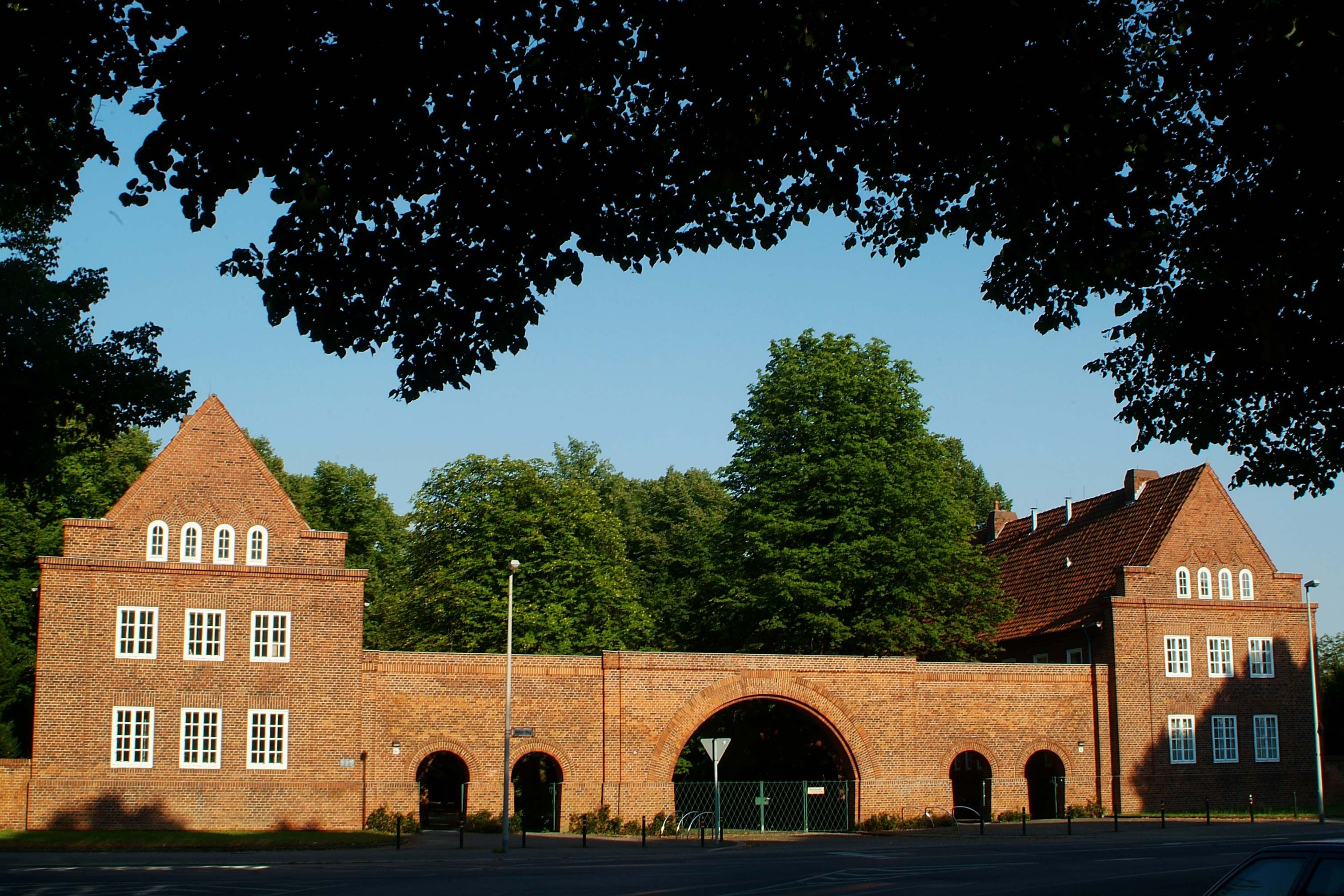
Um 1924: Stadtfriedhof Seelhorst, Eingang am Hohen Weg

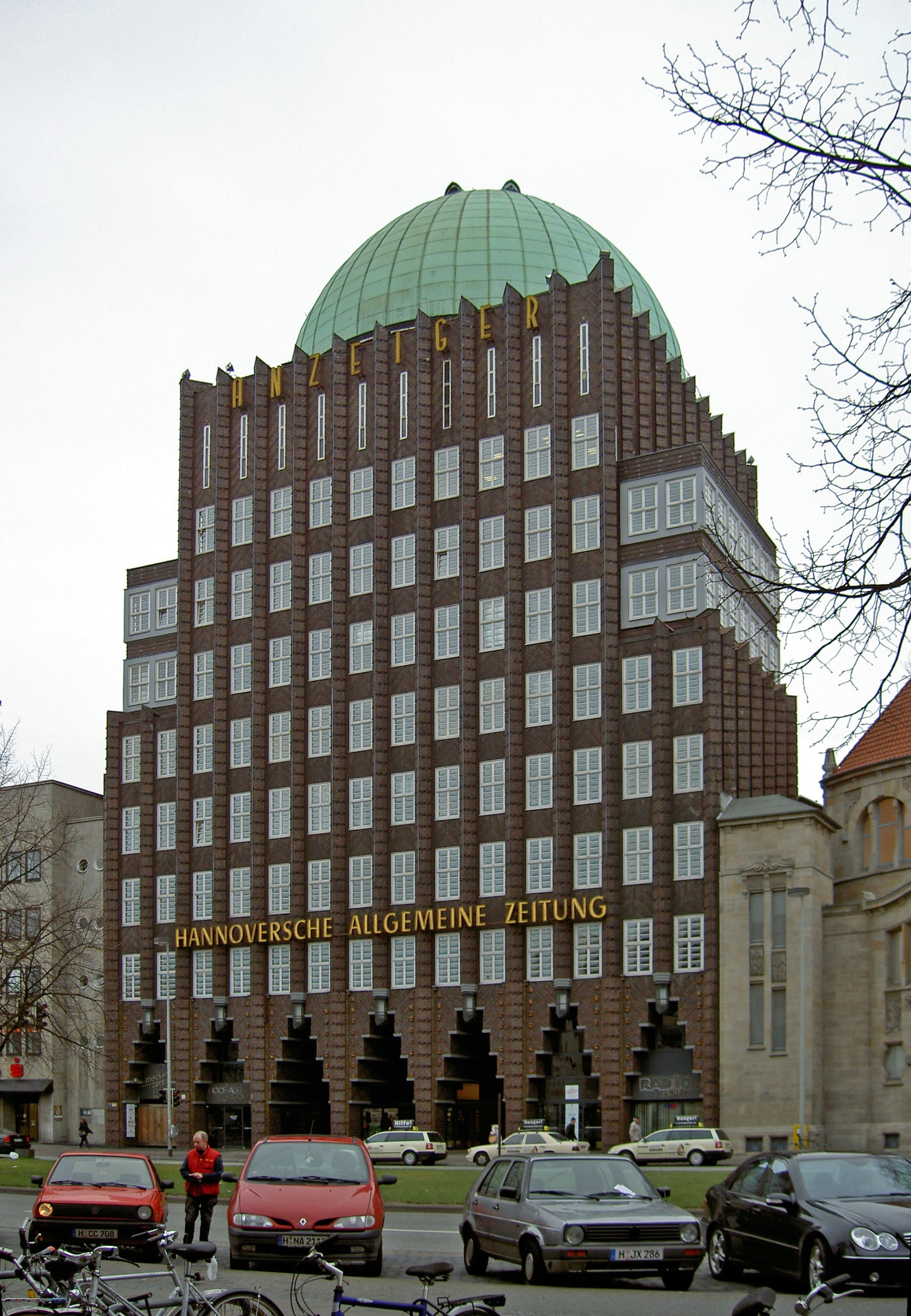
Um 1927: Mitwirkung beim Bau des Anzeiger-Hochhauses

Wittmann wurde im März 1919 in der städtischen Bauverwaltung von Hannover tätig. In dieser Position war er beteiligt
- am Bau des Wasserkraftwerks am Schnellen Graben,[1]
- an den Neubauten der Gasanstalt,[1] die die Stadt Hannover 1918 von der Imperial Continental Gas Association übernommen hatte,[4]
- sowie an der Anlage des Stadtfriedhofs Seelhorst,[1] für den er - unter der Leitung von Stadtbaurat Paul Wolf[5] und gemeinsam mit Johann de Jonge[6]
  - die Eingangsbauten am Hohen Weg entwarf,[1] (denkmalgeschützt)[5]
  - den Zentralbau mit dem Krematorium[1] (unter Denkmalschutz[5] und stillgelegt) und der Kapelle in „monumentaler“ Architektur des Klinkerexpressionismus[3]
  - sowie Kolumbarien (die jedoch nicht ausgeführt wurden).[1]

Wittmann wurde Mitglied der städtischen Kommission zur Prüfung der Grabmäler und übernahm 1924 die Leitung für den Innenausbau der Großen und Kleinen Halle sowie weiterer Nebenräume des Seelhorster Krematoriums; die Farb- und Formgebung wurde dabei in Formen des Expressionismus ausgestaltet (unter Denkmalschutz).
Ab 1925 arbeitete Konrad Wittmann als selbständiger Architekt. In dieser Schaffensphase
- wirkte er mit beim Bau des Anzeiger-Hochhauses[1]
- und entwarf 1928 das Landhaus für den Feinkost-Unternehmer Heinz Appel.[1][7]

1931 erschien in der Fachzeitschrift Deutsche Bauhütte unter dem Obertitel „Deutsches Bauen und Baukritik“ Konrad Wittmanns „... Beitrag zum Aufgabenkreise der fachliterarischen Mitarbeit zum 150. Geburtstage Karl Friedrich Schinkels...“ Auch in der Folgezeit war Wittmann redaktionell für diese in Hannover erscheinende Zeitschrift tätig. Darüber hinaus war er mehrfach als Co-Autor für die Berliner „Forschungs- und Beratungsstelle für Sperrholz“ mit Sitz Am Karlsbad 23 tätig.
In der Zeit um 1933 entstanden mehrere Wohngebäude an der Fritz-Beindorff-Allee in Hannover nach Plänen von Wittmann. Daneben entwarf er auch Grabmäler, etwa für den Karussellbauer Hugo Haase.
Da Wittmanns Ehefrau Marie Alice aus jüdischer Familie stammte, geriet er nach der Machtübernahme durch die Nationalsozialisten jedoch zunehmend in berufliche Schwierigkeiten. 1938 – im Jahr der Reichspogromnacht – emigrierte das Ehepaar in die Vereinigten Staaten von Amerika. In den USA wurde Wittmann – mitten im Zweiten Weltkrieg – 1941 zunächst Dozent und wurde 1945 zum Professor für Entwerfen an die New Yorker Kunsthochschule Pratt Institute berufen. 1951 starb Konrad Wittmann.

### Marie Alice Dammann
Konrad Wittmanns Witwe Marie Alice, die aufgrund ihrer jüdischen Herkunft und der Vernichtungspolitik der Nationalsozialisten 1938 mit ihrem Ehemann in die USA emigriert war, besuchte in den Wiederaufbaujahren ihre ehemals gemeinsame Heimat Hannover. Dabei erkrankte sie jedoch und starb am 3. Mai 1959. Sie wurde in Hannover auf dem Neuen St.-Nikolai-Friedhof bestattet.